# Les Épines
 (mai 2017).
Si vous disposez d'ouvrages ou d'articles de référence ou si vous connaissez des sites web de qualité traitant du thème abordé ici, merci de compléter l'article en donnant les références utiles à sa vérifiabilité et en les liant à la section « Notes et références ».
Les Épines est le neuvième tome de la série de bande dessinée Murena, dont le scénario a été écrit par Jean Dufaux et les dessins réalisés par Philippe Delaby.

## Personnages
Par ordre d'apparition :
- Néron, fils de Gnaeus Domitius Ahenobarbus et d'Agrippine, adopté par l'empereur Claude. De naissance, il se nomme Lucius Domitius Ahenobarbus, mais il est devenu Tiberius Claudio Nero.
- L'apôtre Pierre, venu à Rome diffuser le christianisme, et qui croisera plusieurs fois la route de Murena et Néron.
- Lucius Murena, héros éponyme de la série. Patricien ami de Pétrone, les intrigues de cour le frappent de plein fouet.
- Claudia, fille de Ruffalo, qui nourrit des sentiments tendres envers Murena.
- Tigellin (Sofonius Tigellinus), qui aide Néron participe aux intrigues du pouvoir. Avec l'aide du Besogneux, il organise un complot pour livrer les chrétiens à la colère de la foule après l'incendie.
- Le Besogneux, personnage hideux et avide qui partage ses profits avec Tigellin. Il s'adonne à la spéculation immobilière auprès des familles sinistrées après l'incendie. Le massacre des chrétiens sert ses ambitions financières.
- Massam, gladiateur. Doté d'un tempérament féroce et impitoyable, il conçoit une haine tenace contre Balba. Il devient champion pour Néron et entre aussi au service de Poppée.
- Ruffalo, centurion de la garde prétorienne. Pierre a sauvé sa fille Claudia et Lucius Murena l'a aidé à la retrouver.
- Poppée, femme d'une grande beauté et issue d'une famille puissante. Ambitieuse, elle devient l'amante de Néron et porte son enfant, Claudia Augusta - qui décède en bas âge. Elle s'intéresse aux coutumes des juifs et les reçoit régulièrement ; elle avertit ses proches du complot monté par Néron et Tigellin pour livrer des boucs émissaires à la foule en colère.
- Pétrone, poète latin, ami de Lucius Murena. Ses vers plaisent à Néron.
- Balba, gladiateur nubien, d'abord sauvé par Britannicus puis protégé par Lucius Murena, qui l'affranchit. Il fait preuve d'une loyauté profonde envers ses deux protecteurs, tout en critiquant les romains.

## Place de cet album
Cet épisode est le premier du Cycle de la Mort.
À l'occasion de la sortie du tome 9 Les épines, les auteurs ont publié une version érotique de l'album en tirage limité (7 000, alors que la version grand public est diffusée à 100 000 exemplaires). Les planches de cette édition spéciale ont été exposées au Centre belge de la BD (CBBD) à Bruxelles en 2013 pour « défendre la liberté d'expression ».

## Publication
- Dargaud, juin 2013,  (ISBN 978-2-505-01652-6)